# Федотова, Марина Алексеевна
Марина Алексеевна Федотова (девичья фамилия Качалкина, род. 1955) — учёный, доктор экономических наук, профессор; действительный член РАЕН, член-корреспондент АЭНПД.
Является автором и соавтором более 200 работ, в их числе учебников и учебных пособий по экономической теории, оценочной деятельности и антикризисному управлению. Автор раздела «Профессиональная оценка» «Финансово-кредитного энциклопедического словаря».

## Биография
Родилась 11 октября 1955 года в Москве.
В 1976 году поступила на финансово-экономический факультет Московского финансового института (ныне Финансовый университет при Правительстве Российской Федерации), который в 1981 году окончила с отличием. После окончания вуза была рекомендована в аспирантуру, которую успешно закончила в 1984 году, досрочно защитив кандидатскую диссертацию. Потом преподавала и работала финансовым консультантом.
В 1983-1991 годах — ассистент, старший преподаватель, доцент МГТУ им. Н.Э. Баумана. Докторант Финансовой академии при Правительстве Российской Федерации в 1991-1995 годах. В 1995 году М. А. Федотова защитила докторскую диссертацию, а через год её пригласили создать и возглавить в Финансовой академии кафедру оценочной деятельности. В 1991-2013 годах работала в Финансовой академии при Правительстве РФ; с 2013 года — проректор Финансового университета при Правительстве Российской Федерации, руководитель  департамента корпоративных финансов и корпоративного управления.
Наряду с научно-преподавательской, Марина Алексеевна занимается общественной деятельностью — является заместителем председателя Национального совета по оценочной деятельности, членом Экспертно-консультативного совета по оценочной деятельности и Экспертно-консультационного совета по несостоятельности (банкротству) и финансовому оздоровлению при Минэкономразвития России, председателем Комитета по стандартизации и методологии оценочной деятельности Национального совета по оценочной деятельности, участником рабочей группы по созданию нового поколения федеральных стандартов оценки (ФСО), членом Правления Гильдии инвестиционных и финансовых аналитиков (ГИФА), а также президентом Саморегулируемой межрегиональной ассоциации оценщиков (СМАО).
Является дарителем эндаумент-фонда Финансового университета.

## Заслуги
- Лауреат Премии Президента Российской Федерации в области образования (2000)[5]. Удостоена Благодарности Президента Российской Федерации (Распоряжения Президента Российской Федерации от 12 марта 2014 года № 60-рп и от 30 апреля 2014 года № 136-рп)[6].
- «Заслуженный экономист Российской Федерации» (Указ Президента РФ от 25.01.2002), «Почетный работник высшего профессионального образования РФ», имеет нагрудный знак «Почетный работник Финансовой академии» и почетное звание «Заслуженный экономист».
- Награждена Орденом Почета и медалями, в числе которых юбилейная медаль «10 лет Российскому обществу оценщиков».